# Остенфелль, Карл Хансен
Карл Эмиль Хансен Остенфелль (дат. Carl Emil Hansen Ostenfeld; 1873—1931) — датский ботаник, миколог и альголог.

## Биография
Карл Хансен Остенфелль родился 3 августа 1873 года в городе Раннерс в Дании. Учился в Копенгагенском университете у профессора Эугениуса Варминга. В 1900 году Остенфелль стал хранителем Ботанического музея, затем стал профессором Королевского ветеринарного и сельскохозяйственного колледжа. В 1923 году К. Х. Остенфелль стал профессором Копенгагенского университета и директором Ботанического сада Копенгагена. Карл Остенфелль был членом Датской королевской академии наук.
Остенфелль известен своими научными трудами, посвящёнными флоре Дании и Западной Австралии.

## Почести
Именем Карла Остенфелля названы следующие места в Гренландии:
- Земля Остенфелля, 75°15′ с. ш. 21°32′ з. д.HGЯO
- Нунатак Остенфелля, 74°17′ с. ш. 22°56′ з. д.HGЯO

Также в честь Остенфелля названо несколько живых организмов:
- Ostenfeldiella Ferd. & Winge, 1914 (=Plasmodiophora)
- Euphrasia ostenfeldii (Pugsley) Yeo, 1971
- Hieracium ostenfeldii Dahlst., 1903
- Posidonia ostenfeldii Hartog, 1970
- Taraxacum ostenfeldii Raunk., 1906